# Gioia Tauro
Gioia Tauro är en ort och kommun i storstadsregionen Reggio Calabria, innan 2017 provinsen Reggio Calabria, i regionen Kalabrien i Italien. Kommunen hade 20 076 invånare (2017).